# Церква Преображення Господнього (Підлісці)
Церква Преображення Господнього в Підлісцях — парафія і храм 2-го Кременецького благочиння Тернопільської єпархії Православної церкви України в селі Підлісці Кременецький району Тернопільської области.

## Історія церкви
Перший камінь для будівництва храму був закладений у 1895 році, а його відкриття відбулося на свято Преображення Господнього у 1913 році, що й дало назву святині. За переказами, у 1661 році Богдан Хмельницький залишив у тогочасній капличці козацьку ікону Божої Матері, яка зберігається в храмі й досі.
20 червня в Підлісцях відзначають храмовий празник. Після святкової Літургії парафіяни влаштовують урочистий хід до Богданової каплиці. Біля кринички проводять ритуал освячення води та вшановують пам'ять загиблих козаків.

## Парохи
- о. Михайло Мазурчук.